# Zündquelle
Eine Zündquelle ist die Energie, die eine Oxidation, meist eine Verbrennung auslöst. Hierzu muss ein brennbares Gemisch aus Gasen, Dämpfen oder Stäuben bereits vorliegen.
Eine Zündquelle ist wirksam oder effektiv, wenn sie in der zu betrachtenden explosionsfähigen Atmosphäre eine Entzündung auslösen kann.

## Arten
Als Zündquelle kommen folgende Energien in Frage: heiße Oberflächen, Flammen, mechanisch erzeugte Funken, elektrische Anlagen ohne entsprechenden Schutz, statische Elektrizität, Blitzschlag, elektromagnetische Felder, elektromagnetische Strahlungen, ionisierende Strahlung, Ultraschall, adiabatische Kompression und chemische Reaktionen. Bei einer Sprengung wird die Zündenergie in Abhängigkeit von dem verwendeten Sprengstoff zugeführt (z. B. elektrische Sprengkapseln bei Dynamit).